# Archibald Van Horne
Archibald Van Horne (zm. 1817) – amerykański polityk.
W latach 1807–1811 przez dwie dwuletnie kadencje Kongresu Stanów Zjednoczonych był przedstawicielem drugiego okręgu wyborczego w stanie Maryland w Izbie Reprezentantów Stanów Zjednoczonych.